# 2008 en numismatique
Chronologie de la numismatique
- 2007 en numismatique - 2008 en numismatique - 2009 en numismatique

Cet article présente les faits marquants de l'année 2008 en numismatique.

## Principaux événements numismatiques de l'année 2008

### Par dates

#### Janvier
- 1er janvier 2008 : 
  -   Belgique : émission d'une nouvelle série de pièces en euros, la deuxième depuis 1999[N 1], en vue de se conformer aux recommandations de la BCE sur les faces nationales de ces pièces. Cependant, contrairement aux règles, l'effigie du roi est légèrement modifiée. Cette série de pièces, non reconnue officiellement par la BCE, ne sera frappée que durant cette année. Elle a néanmoins parfaitement cours légal en pratique, la BCE n'ayant malgré tout pas demandé de supprimer ces pièces de la circulation.
  -   Chypre et   Malte : les deux pays rejoignent la zone euro et émettent l'un et l'autre leur première série de pièces en euros : 1 euro (EUR) = 0,585 274 livre chypriote (CYP) et 1 euro (EUR) = 0,429 300 lire (ou livre) maltaise (MTL).
- 28 janvier 2008 : 
  -  États-Unis : émission de la pièce de l'Oklahoma de la série de 1/4 de dollar des 50 États.

#### Février
- 1er février 2008 :
  -   Allemagne : émission de la ?e pièce commémorative de 2 euros du pays et 3e sur 16 de la série des Länder, consacrée au land de Hambourg[1]. Sur cette pièce est représentée l'église Saint-Michel de Hambourg[1].
- 14 février 2008 : 
  -  États-Unis : émission de la pièce du président James Monroe de la série de pièces de 1 dollar des Présidents des États-Unis.
- 28 février 2008 : 
  -  États-Unis : émission de la pièce d'Elizabeth Monroe de la série de 10 dollars des Premières épouses des États-Unis.

#### Avril
- 7 avril 2008 : 
  -  États-Unis : émission de la pièce du Nouveau-Mexique de la série de 1/4 de dollar des 50 États.

#### Mai
- 15 mai 2008 : 
  -  États-Unis : émission de la pièce du président John Quincy Adams de la série de pièces de 1 dollar des Présidents des États-Unis.
- 29 mai 2008 : 
  -  États-Unis : émission de la pièce de Louisa Adams de la série de 10 dollars des Premières épouses des États-Unis.

#### Juin
- 2 juin 2008 : 
  -  États-Unis : émission de la pièce de l'Arizona de la série de 1/4 de dollar des 50 États.

#### Août
- 14 août 2008 : 
  -  États-Unis : émission de la pièce du président Andrew Jackson de la série de pièces de 1 dollar des Présidents des États-Unis.
- 23 août 2008 : 
  -  États-Unis : émission de la pièce de l'Alaska de la série de 1/4 de dollar des 50 États.
- 28 août 2008 : 
  -  États-Unis : émission de la pièce « La Liberté » de Andrew Jackson de la série de 10 dollars des Premières épouses des États-Unis.

#### Novembre
- 4 novembre 2008 : 
  -  États-Unis : émission de la pièce d'Hawaï de la série de 1/4 de dollar des 50 États.
- 13 novembre 2008 : 
  -  États-Unis : émission de la pièce du président Martin Van Buren de la série de pièces de 1 dollar des Présidents des États-Unis.
- 25 novembre 2008 : 
  -  États-Unis : émission de la pièce « La Liberté » de Martin Van Buren de la série de 10 dollars des Premières épouses des États-Unis.

#### Année
- Europa Star 2008
- Liste des pièces de collection françaises en euro (2008)